# 가이 스톡웰

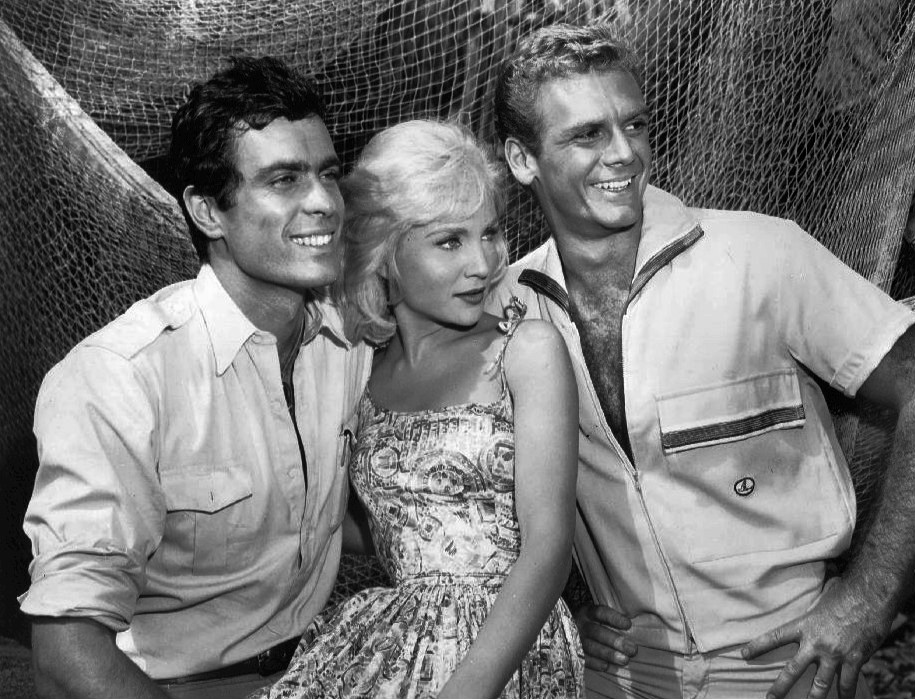

가이 스톡웰(Guy Stockwell, 1933년 11월 16일 ~ 2002년 2월 6일)은 미국의 영화배우, 연극 배우, 텔레비전 배우이다.
할리우드에서 태어났으며 프레스콧에서 사망하였다. 사인은 당뇨병이다.

## 영화
- 성스러운 피 (1989년)
- 그로테스크(영어판) (1988년)
- 달리는 사이먼 (1981년)
- 더 폴 가이 (1981년)
- 그것은 살아있다 (1974년)
- 에어포트 75 (1974년)
- 토브럭 (1967년)
- 배닝 (1967년)
- 보 게스티 (1966년)
- 워 로드 (1965년)
- 조로의 3가지 검 (1963년)
- 제발 데이지는 먹지 마세요 (1960년)
- 보난자 (1959년)
- 딜론 보안관 (1955년)
- 디즈니랜드 (1954년) - 맥스 역